# Kościół św. Mateusza w Myśliborzu
Kościół świętego Mateusza w Myśliborzu – rzymskokatolicki kościół parafialny należący do parafii pod tym samym wezwaniem (dekanat goliński archidiecezji gnieźnieńskiej).
Obecna późnogotycka świątynia została wzniesiona na miejscu wcześniejszej, drewnianej, na początku XVI wieku. W 1578 roku została zamieniona na zbór luterański, który po kilkunastu latach został ponownie przywrócony katolikom. W wiekach XVII i XIX kościół został wielokrotnie przebudowany, co sprawiło, że zostały zatarte cechy pierwotnego stylu architektonicznego. Budowla jest jednonawowa, posiada węższe i niższe prezbiterium od stronie wschodniej, z kolei od strony północnej są umieszczone zakrystia oraz schody prowadzące na ambonę, natomiast od zachodniej strony znajduje się chór podparty dwoma kolumnami, z kolei od strony południowej znajduje się zbliżona planem do kwadratu kruchta nakryta sklepieniem krzyżowym. We wnętrzu w ścianę są wtopione płaskie filary z kapitelami. W fasecie znajdują się motywy z liści akantu i medaliony z amorkami. Natomiast część stropu jest ozdobiona motywami roślinnymi i medalionami czterech Ewangelistów. Wyposażenie świątyni w większości powstało w XVII i XVIII wieku, ciekawy jest ołtarz główny w stylu barokowym, dwa ołtarze boczne (również reprezentują styl barokowy) i ambona. Cenny jest również XVII-wieczny krucyfiks, a także dwie romańskie antaby wykonane z brązu w formie lwich głów.